# وینچنزو اسپوزیتو (بازیکن فوتبال)
وینچنزو اسپوزیتو (انگلیسی: Vincenzo Esposito؛ زادهٔ ۵ فوریهٔ ۱۹۶۳) بازیکن فوتبال اهل ایتالیا است.
از باشگاه‌هایی که در آن بازی کرده‌است می‌توان به باشگاه فوتبال چزنا، باشگاه ورزشی لاتزیو، باشگاه فوتبال تورینو، و باشگاه فوتبال آتالانتا اشاره کرد.